# Pour l'amour du peuple
Pour plus de détails, voir Fiche technique et Distribution.
Pour l'amour du peuple est un documentaire franco-allemand réalisé par Audrey Maurion et Eyal Sivan, sorti en 2005.

## Synopsis
Le film traite du démantèlement de la Stasi après la chute du mur de Berlin

## Fiche technique
- Titre : Pour l'amour du peuple
- Titre original : Aus liebe zum volk
- Réalisation : Audrey Maurion et Eyal Sivan
- Scénario : Aurélie Tyszblat, d'après Pour l'amour du peuple, un officier de la Stasi parle, de Reinhardt O. Hahn, et une idée de Gilles-Marie Tiné
- Photographie : Peter Badel
- Montage : Audrey Maurion
- Musique : Nicolas Becker et Christian Steyer
- Son : Werner Phillipp
- Production : Arcapix Films - Rundfunk Berlin-Brandenburg
- Pays :  France -  Allemagne
- Genre : documentaire
- Durée : 88 minutes
- Date de sortie : France - 13 avril 2005

## Distribution
- Hanns Zischler (narrateur)

## Sélections
- Visions du réel 2004
- Berlinale 2004
- Festival international du film de Gand (Belgique) 2004
- Festival international du film indépendant de Buenos Aires (Argentine) 2004